# Benjamin Otto
Benjamin Otto (* 9. Juni 1975 in Hamburg) ist ein deutscher Unternehmer und Mitglied des Aufsichtsrates der Otto Group.

## Werdegang
Otto wuchs in Hamburg als eines von zwei Kindern von Michael Otto auf. Nach dem Abitur absolvierte er eine Ausbildung als Bankkaufmann bei der Berenberg Bank. Es folgte ein Studium des International Business an der European Business School in London.
Nach ersten beruflichen Auslandsstationen gründete Benjamin Otto im Herbst 2003 sein erstes Unternehmen, die Intelligent House Solutions, das Lösungen im Bereich Smart Home anbietet. Aus Intelligent House Solutions entwickelte sich die mittelständische Firmengruppe für Projektentwicklung, die evoreal Holding, in der Benjamin Otto bis Ende 2018 Gesellschafter war. 2013 gründete Benjamin Otto zusammen mit seinen Co-Geschäftsführern Tarek Müller, Sebastian Betz und Hannes Wiese das E-Commerce-Start-up Collins, das unter anderem About You und Edited hervorbrachte. Am 1. Juni 2015 übernahm er die Rolle des „gestaltenden Gesellschafters“ in der Otto Group, um sich vor allem den strategischen Fragen der Ausrichtung des Unternehmens zu widmen. Darüber hinaus ist Benjamin Otto als Investor im Start-up- und Venture-Capital-Bereich tätig. Unter anderem ist er Mitinitiator und Ankerinvestor des Impact Tech Fonds „Revent Ventures“. Revent Ventures richtet sich vor allem an Startups aus den Segmenten ClimateTech, EdTech und E-Health.
Benjamin Otto engagiert sich mit der HHI Holistic Health Institute Stiftung für Heilung durch ganzheitliche, alternative Behandlungsmethoden und mit der Holistic Foundation  zusammen mit seiner Frau Janina Lin Otto für ganzheitliche, gemeinnützige Projekte. Außerdem ist er Geschäftsführer in einigen seiner Gesellschaften. Er ist zudem im Stiftungsrat der Michael Otto Stiftung, im Gesellschafterrat der Otto GmbH & Co. KG und im Aufsichtsrat der Verwaltungsgesellschaft Otto mbH aktiv.
Er ist mit der Hamburger Unternehmerin Janina Lin Otto verheiratet.